# Дэшэнмэнь
Дэшэнмэнь (кит. упр. 德胜门, пиньинь Déshèngmén, букв. «Врата победы добродетельностью») — название крепостных ворот в северной части бывшей Пекинской крепостной стены. Ширина этого крепостного сооружения составляла 31 м, а глубина — 16 м; высота надвратной башни достигала 36 м. Барбакан имел ширину 70 м и глубину 118 м. С внутренней стороны почти всех ворот Пекина находились кумирни, посвящённые Гуань Юю, лишь у внутренних сторон ворот Аньдинмэнь и Дэшэнмэнь были кумирни, посвящённые Сюаньу.
Эти ворота существовали ещё в крепостной стене Ханбалыка, и назывались Цзяньдэмэнь. После изгнания монголов ворота были переименованы в Дэшэнмэнь, символизируя, что империя Мин одержала победу благодаря своей добродетельности. В связи с тем, что «дэшэн» можно записать ещё и иероглифами «得胜», означающими «достичь победы», то через эти ворота уходили из города войска в военные походы. Комплекс укреплений крепостных врат состоял из ворот, стрелковой башни и барбакана.
В 1915 году был снесён барбакан. В 1921 году снесли башню городской стены. В 1955 году были снесены городские стены. В связи с тем, что комплекс укреплений Дэшэнмэнь был вытянут по оси север-юг гораздо больше, чем комплекс укреплений Аньдинмэнь, то наблюдательная башня Дэшэнмэнь находилась на 50 м севернее, чем стрелковая башня Дэшэнмэнь, и не мешала прокладке железнодорожных путей, поэтому её сносить не стали. В 1979 году сохранившаяся стрелковая башня была объявлена охраняемым памятником.
В настоящее время вокруг Дэшэнмэнь расположена транспортная развязка, благодаря которой Вторая кольцевая автодорога Пекина соединяется со скоростной дорогой «Бадалин». От 2-го кольца внутрь города в этом месте идёт проспект Дэшэнмэнь нэйдацзе («Проспект, идущий внутрь от Дэшэнмэнь»), а кнаружи — Дэшэнмэнь вайдацзе («Проспект, идущий кнаружи от Дэшэнмэнь»).